# Torneo Nacional de Clubes Femenino
El Torneo Nacional de Clubes Femenino, Campeonato Nacional de Clubes Femenino o simplemente Nacional de Clubes Femenino, es la competición de clubes más importante de Argentina, organizada por la Unión Argentina de Rugby.
La primera edición del torneo se realizó en 2011 y su primer campeón fue Sixty Rugby Club de la Provincia de Chaco, que derrotó a Cardenales de Provincia de Tucumán en la final.
El máximo ganador del torneo es Cardenales con 5 títulos, además del que más finales disputó, al jugar 8 de las 13 finales de la historia del torneo.
Córdoba es la provincia con más campeones distintos, gracias a los títulos obtenidos por Universitario, Taborín y la Universidad de Córdoba.

## Lista de campeones
| Año  | Campeón                | Resultado     | Subcampeón             |
| ---- | ---------------------- | ------------- | ---------------------- |
| 2011 | Sixty                  | 21 - 19       | Cardenales             |
| 2012 | Cardenales             | 17 - 5        | Sixty                  |
| 2013 | Cardenales             | 17 - 7        | CAPRI                  |
| 2014 | Cardenales             | 21 - 0        | Centro Naval           |
| 2015 | Cardenales             | 19 - 14       | La Plata               |
| 2016 | CAPRI                  | 10 - 5        | Cardenales             |
| 2017 | La Plata               | 12 - 0        | Cha Roga Club          |
| 2018 | Universidad de Córdoba | 31 - 10       | La Plata               |
| 2019 | Centro Naval           | 5 - 0         | Universidad de Córdoba |
| 2020 | No se disputó          | No se disputó | No se disputó          |
| 2021 | Aguará Guazú           | 10 - 0        | CAPRI                  |
| 2022 | Universitario (C)      | 17 - 0        | Cardenales             |
| 2023 | Cardenales             | 24 - 15       | Universitario (C)      |
| 2024 | Club Taborín           | 17 - 7        | La Plata               |

## Palmarés
| Equipo                 | Títulos | Campeonatos                  |
| ---------------------- | ------- | ---------------------------- |
| Cardenales             | 5       | 2012, 2013, 2014, 2015, 2023 |
| Aguará Guazú           | 1       | 2021                         |
| Club Taborín           | 1       | 2024                         |
| Universitario (C)      | 1       | 2022                         |
| Centro Naval           | 1       | 2019                         |
| Universidad de Córdoba | 1       | 2018                         |
| CAPRI                  | 1       | 2016                         |
| La Plata               | 1       | 2017                         |
| Sixty                  | 1       | 2011                         |

### Distribución geográfica de los campeones
| Jurisdicción              | Cant. | Equipos                                                 |
| ------------------------- | ----- | ------------------------------------------------------- |
| Provincia de Tucumán      | 6     | Cardenales, Aguará Guazú                                |
| Provincia de Córdoba      | 3     | Universitario (C), Universidad de Córdoba, Club Taborín |
| Provincia de Misiones     | 1     | CAPRI                                                   |
| Provincia del Chaco       | 1     | Sixty                                                   |
| Provincia de Buenos Aires | 1     | La Plata                                                |
| Buenos Aires              | 1     | Liceo Naval                                             |